# Фаджано
Фаджа̀но (на италиански: Faggiano) е малък град и община в Южна Италия, провинция Таранто, регион Пулия. Разположна е на 56 m надморска височина. Населението на общината е 3513 души (към 31 август 2009).